# Meander (band)
Meander is een Vlaamse muziekgroep die dansbare folk brengt. De groep startte na een folkfestival in Ruien in 2002 als duo. Ze vroegen nog enkele muzikanten uit Avelgem om mee te doen. Ze gaven hun groep de naam Meander, naar de kronkels in de Schelde in de streek van Avelgem. Ze spelen voornamelijk de in Vlaanderen bekende volksdansen. Door hun grote bezetting kunnen ze in verschillende formaties spelen (duo, trio, kwartet, kwintet, sextet, septet en oktet). Meander heeft al op Folk Dranouter en Deerlycke Folkfestival gestaan.

## Groepsleden
- Joachim Wannyn (gitaar, piano, zang)
- Pol Ranson (diatonische accordeon, doedelzak)
- Stefanie Deweer (hoorn, blokfluit)
- Jeroen Vanhoorne (contrabas)
- Griet Vergauwen (viool)
- Maarten Vergauwen (piano, percussie)
- Petra Decock (viool, piano)
- Tine Mayeur (drums en percussie)

Reserveleden:
- Gerd Smolders (percussie)